# Birgerbohlinia
Birgerbohlinia schaubi
Genre
Espèce
Birgerbohlinia est un genre fossile de Giraffidae qui vivait en Europe durant le Miocène supérieur, il y a environ 8 millions d'années.

## Historique

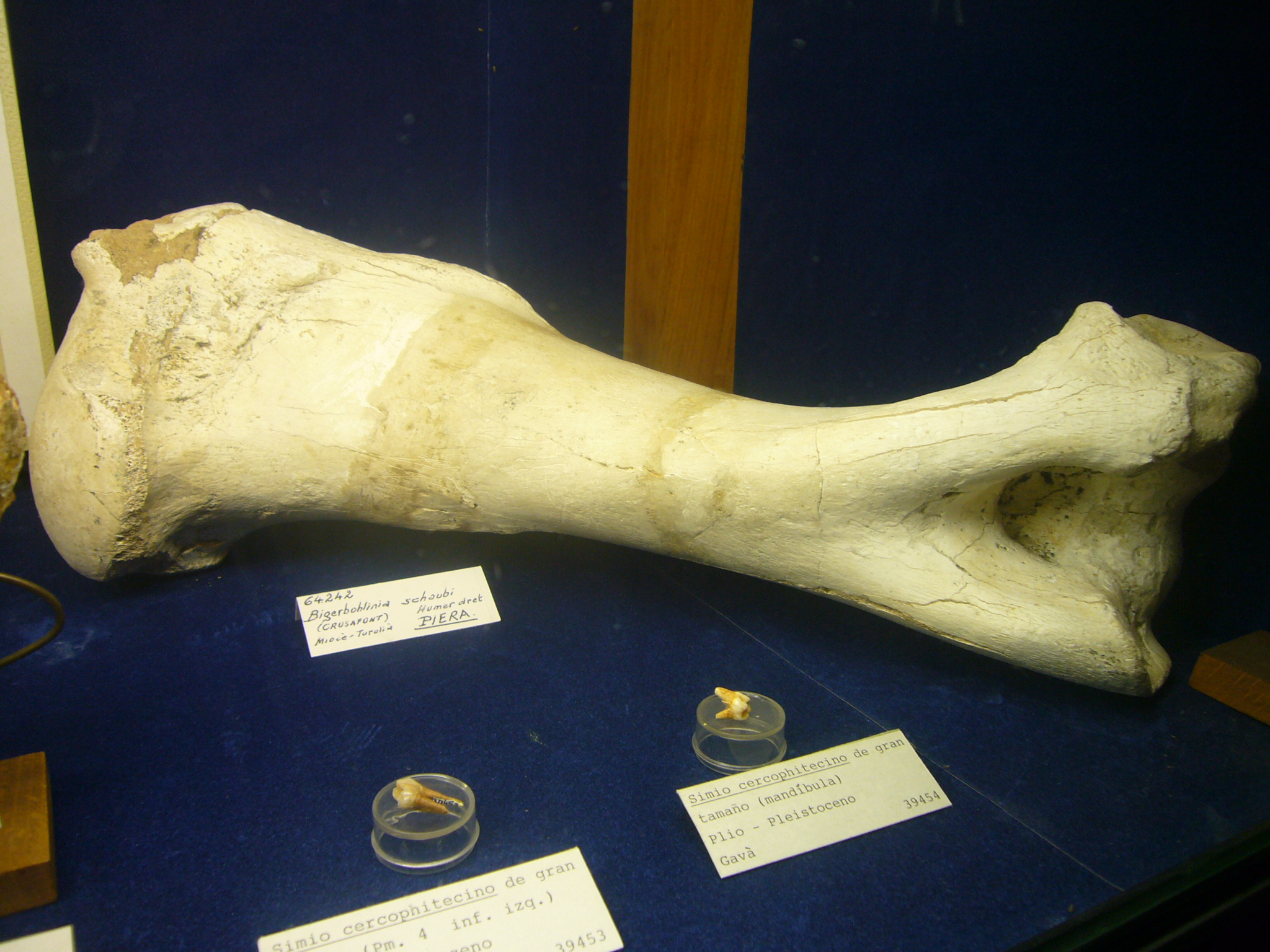
Fossile de Bigerbohlinia schaubi, Museu Geològic del Seminari de Barcelona.

Le premier spécimen de Birgerbohlinia a été découvert sur le site de Crevillente-2, près d'Alicante, en Espagne, et a été décrit en 1952 par le paléontologue espagnol Miquel Crusafont. Ces restes sont conservés au Museu Geològic del Seminari de Barcelona (en).

## Description
L'apparence de Birgerbohlinia shaubi était très différente de celle des girafes actuelles, et aussi de celle de l'okapi. Il ressemblait plutôt à certains grands bovidés actuels, tels que l’Éland d'Afrique (Taurotragus oryx). Le corps était très robuste et le cou était court et fort, tandis que les pattes étaient minces mais bien adaptées pour supporter le poids de l’animal. Les pattes antérieures étaient légèrement plus longues que les pattes postérieures, donnant à l’animal une apparence vaguement tombante. Birgerbohlinia pouvait atteindre 1,8 mètre au garrot.
Le crâne robuste avait quatre cornes. La paire avant la plus courte était positionnée au-dessus des orbites et dirigée vers le haut, tandis que la paire arrière était plus longue, dirigée vers l’arrière et légèrement incurvée. Comme les girafes actuelles, Birgerbohlinia shaubi avait des cornes couvertes de peau (ossicones), et non des cornes nues comme chez les bovidés.